# Denemarken op het Eurovisiesongfestival 1997
Denemarken werd op het Eurovisiesongfestival 1997 in Dublin vertegenwoordigd door Kølig Kaj, met het lied Stemmen i mit liv. Het was de negenentwintigste deelname van Denemarken aan het songfestival.

## Finale
De Dansk Melodi Grand Prix, gehouden in Kopenhagen, werd gepresenteerd door Hans Otto Bisgard. Tien artiesten namen deel aan deze finale. De winnaar werd gekozen door televoting. 

| Volgorde | Artiest               | Lied                             | Punten | Plaats |
| -------- | --------------------- | -------------------------------- | ------ | ------ |
| 1        | Lars Nielsen          | "Du er den eneste"               | 535    | 8      |
| 2        | Gry Harrit            | "Mon du tænker en smule på mig"  | 185    | 10     |
| 3        | Gorm Bull Sarning     | "Si' mig li' Mari'"              | 1642   | 3      |
| 4        | Maria Abel            | "Hyldest til livet"              | 1275   | 5      |
| 5        | Stay Tuned            | "Hvor går man hed med kærlighed" | 452    | 9      |
| 6        | Dennis Ademsen Jensen | "Livet er en ubåd"               | 642    | 7      |
| 7        | Kølig Kaj             | "Stemmen i mit liv"              | 5695   | 1      |
| 8        | Jette Torp            | "Utopia"                         | 5331   | 2      |
| 9        | Hans Olsen            | "Et skyggespil"                  | 916    | 6      |
| 10       | Lei Moe               | "Vejen til paradis"              | 1432   | 4      |

## In Dublin
Denemarken moest tijdens het songfestival aantreden als 21ste, na Rusland en voor Frankrijk. Aan het einde van de puntentelling bleek dat Kølig Kaj op een 16de plaats was geëindigd met 25 punten.
België nam niet deel in 1997 en Nederland had geen punten over voor deze inzending.

### Gekregen punten

#### Finale
| 12 punten | 10 punten | 8 punten | 7 punten                            | 6 punten      |
| --------- | --------- | -------- | ----------------------------------- | ------------- |
|           |           |          | - Noorwegen - Zweden                | - IJsland     |
| 5 punten  | 4 punten  | 3 punten | 2 punten                            | 1 punt        |
|           |           |          | - Griekenland - Verenigd Koninkrijk | - Zwitserland |

### Punten gegeven door Denemarken

#### Finale
Punten gegeven in de finale:
| 12 punten | Verenigd Koninkrijk |
| 10 punten | Ierland             |
| 8 punten  | Estland             |
| 7 punten  | Cyprus              |
| 6 punten  | Zweden              |
| 5 punten  | Polen               |
| 4 punten  | Italië              |
| 3 punten  | Malta               |
| 2 punten  | Spanje              |
| 1 punt    | Frankrijk           |

1957 · 1958 · 1959 · 1960 · 1961 · 1962 · 1963 · 1964 · 1965 · 1966 · 1967-1977 · 1978 · 1979 · 1980 · 1981 · 1982 · 1983 · 1984 · 1985 · 1986 · 1987 · 1988 · 1989 · 1990 · 1991 · 1992 · 1993 · 1994 · 1995 · 1996 · 1997 · 1998 · 1999 · 2000 · 2001 · 2002 · 2003 · 2004 · 2005 · 2006 · 2007 · 2008 · 2009 · 2010 · 2011 · 2012 · 2013 · 2014 · 2015 · 2016 · 2017 · 2018 · 2019 · 2020 · 2021 · 2022 · 2023 · 2024 · 2025